# Niipajärvi
Niipajärvi är en sjö i Finland. Den ligger i kommunen Övertorneå i landskapet Lappland, i den norra delen av landet, 700 km norr om huvudstaden Helsingfors. Niipajärvi ligger 80,7 meter över havet. Arean är 63 hektar och strandlinjen är 3,94 kilometer lång. Sjön  ingår i Torne älvs huvudavrinningsområde. 